# Чжан Факуй
Чжан Факу́й (кит. трад. 張發奎, упр. 张发奎, пиньинь Zhāng Fākuí, 1896—1980) — гоминьдановский генерал, который воевал против северных милитаристов, японской Императорской армии и китайских коммунистических сил в течение своей военной карьеры. Чжан командовал 8-й группой армий и был главнокомандующим сухопутных войск НРА до выхода на пенсию в Гонконге в 1949 году.

## Биография

### Ранние годы
Родился в 1896 году в уезде Шисин провинции Гуандун. Чжан обучался в начальной военной академии провинции Гуандун в 1912 году, а после отправился в военную школу в Ухане. Он служил личным телохранителем Сунь Ятсена и был назначен командиром батальона вновь созданного 4-го корпуса Национально-революционной армии. В 1923 году он присоединился к кампании, противостоявшей военачальнику Чэнь Цзюнмину, где был повышен до командира дивизии. Во время Северного похода, он возглавлял 4-й корпус потерпевшего поражение У Пэйфу. Этот корпус стал известен как Железная армия, а сам Чжан — как «Герой железной армии». Когда Чан Кайши начал открытую вооружённую борьбу против коммунистов в Шанхае, Чжан остался с уханьским правительством Ван Цзинвэя. Чжан был назначен на командование 4-м и 11-м корпусами. В то же время, оба правительства Гоминьдана начали отдельные кампании против северных милитаристов, и Чжан снова одержал крупную победу над Фэнтяньской кликой маршала Чжан Цзолиня в провинции Хэнань. Затем он был назначен командиром 4-го военного района и был готов атаковать Нанкин. Когда Ван Цзинвэй и Чан Кайши примирились в июле 1927 года, многие коммунистические офицеры под его командованием взбунтовались, в результате чего произошло Наньчанское восстание. Армия Чжана победила коммунистов и преследовала мятежников до западного Фуцзяня, после чего вернулась в свою провинцию. Оставшиеся коммунисты зачинили Гуанчжоуское восстание, которое Чжан также немедленно подавил. Тем не менее, он был обвинен в поражении и оставил свою команду. Перед началом Второй японо-китайской войны он участвовал в ряде локальных конфликтов, чтобы остановить растущее влияние националистического правительства Чана Кайши в своей провинции и активно участвовал в войне центральных равнин против нанкинского правительства. В 1936 году Чжан и Чан помирились, и Чжан был назначен командиром приграничных провинций Чжэцзян, Цзянси, Аньхуэй и Фуцзянь, где занимался искоренением коммунистической деятельности.

### Вторая мировая война
Во время Второй японо-китайской войны, Чжан Факуй командовал 8-й группой армий в битве при Шанхае в 1937 году и 2-м армейским корпусом в сражении при Ухане в 1938 году. Он командовал 4-м военным районом с 1939 по 1944 год, защищая провинции Гуандун и Гуанси от японцев и добившись победы в сражении в Южной Гуанси. Затем он был назначен в качестве главнокомандующего Гуйлиньского фронта во время японской операции «Ити-Го». В качестве главнокомандующего 2-й армии он принял капитуляцию 23-й японской армии в провинции Гуандун в конце войны.
Во время всех этих конфликтов существовала уникальная особенность в телефонных разговорах с Чаном Кайши, так как Чжан принадлежал к народу хакка, и они оба испытывали трудности в понимании друг друга. Так, вместо того, чтобы просто повесить телефонную трубку после передачи приказа, как Чан делал с другими подчиненными, во время разговора с Чжаном, он всегда переспрашивал его, понимает ли он, что ему только что сказали, и всегда ждал, пока Чжан не даст положительный ответ.
После войны он принял в Гонконге капитуляцию японских войск, где был награжден орденом Британской империи. Его медаль была передана губернатором Гонконга, сэром Марком Янгом в мае 1947 года.

### Гражданская война
После Второй японо-китайской войны, Чжан стал главой провинции Гуандун, а после — одним из военных советников президента Чана Кайши. После катастрофической Хуайхайской кампании, Ли Цзунжэнь занял пост исполняющего обязанности президента, а Чжан был назначен главнокомандующим в провинции Хайнань и главнокомандующим армией в марте 1949 года. Чжан не отступил на Тайвань вместе со своим командиром Сюэ Юэ, а остался в Гонконге.

### Вьетнамская революция
Чжан Факуй сыграл важную роль в поддержке «Вьетнамского Гоминьдана» и партий против французской оккупации Индокитая. Он занимался помощью Национальной партии Вьетнама (НПВ). Находясь в провинции Гуанси, Чжан создал «Вьетнамскую революционную лигу» в 1942 году, которая при содействии партии служила целям Гоминьдана. Армия в провинции Юньнань, находящаяся под Гоминьданом, заняла Северный Вьетнам после капитуляции Японии в 1945 году, и НПВ боролась в одиночку против коммунистической партии, возглавляемой Хо Ши Мином. Вьетнамская революционная лига была объединением различных вьетнамских националистических группировок, находившихся в ведении про-китайской НПВ. Цель лиги состояла в единстве с Китаем в рамках трёх народных принципов, сформированных Сунь Ятсеном и оппозицией японских и французских империалистов. Генерал Чжан дальновидно блокировал от вступления в лигу коммунистов Вьетнама, так как его основной целью было китайское влияние в Индокитае. Гоминьдан использовал вьетнамских националистов во время Второй мировой войны в борьбе против японских войск.
Чжан работал с Нгуен Хай Таном, руководителем революционной лиги и членом НПВ, против французских империалистов и коммунистов в Индокитае. Генерал Чжан планировал возглавить вторжение китайской армии в Тонкин в Индокитае для освобождения Вьетнама от французского контроля, а также получения поддержки Чана Кайши.

### Отставка
В июне 1949 года Чжан подал в отставку и переехал в Гонконг. Позже он стал президентом Ассоциации Цун Цинь, защищавшей народ хакка в Гонконге. Он отстроил школы в своем родном уезде. Чжан был организатором Первого мирового конгресса народа хакку в Гонконге. До своей смерти в 1980 году, он оставался нейтральным, не склоняясь ни к коммунистам ни к предыдущему националистическому правительству. Несмотря на многочисленные просьбы Тайваня и материкового Китая, он больше не посещал эти места, а после смерти, коммунистический лидер Е Цзяньин и лидер Тайваня Цзян Цзинго направили свои письма о соболезновании.

## Военная карьера
- 1926 год — Генерал, командование 4-м корпусом
- 1926—1927 годы — Генерал, командование 12-й дивизией
- 1927 год — в отставке
- 1936—1937 годы — Командование провинциями Чжэцзян, Цзянси, Аньхуэй и Фуцзянь
- 1937—1938 годы — Генерал, командование 8-й группой армий
- 1937 год — Командование правым крылом 3-го военного района
- 1938 год — Командование 2-м армейским корпусом, Битва за Ухань
- 1939—1944 годы — Главнокомандующий 4-м военным районом
- 1944 год — Главнокомандующий Гуйлиньским фронтом
- 1944—1945 годы — Главнокомандующий 2-м фронтом